# Municipio de Kettering
Kettering es un distrito no metropolitano con el estatus de municipio, ubicado en el condado de Northamptonshire (Inglaterra). Tiene una superficie de 233,49 km². Según el censo de 2001, Kettering estaba habitado por 81 844 personas y su densidad de población era de 350,52 hab/km².

## Settlements and parishes
Además de Kettering propiamente, el municipio incluye:
- Ashley
- Barton Seagrave, Brampton Ash, Braybrooke, Broughton, Burton Latimer
- Cranford, Cransley
- Desborough, Dingley
- Geddington, Grafton Underwood
- Harrington
- Loddington
- Mawsley Village
- Newton and Little Oakley
- Orton (Inglaterra)
- Pytchley
- Rothwell, Rushton
- Stoke Albany, Sutton Bassett
- Thorpe Malsor
- Warkton, Weekley, Weston by Welland, Wilbarston